# 大花金钱豹
大花金钱豹（学名：Campanumoea javanica sp. javanica）为桔梗科金钱豹属下的一个亚种。

## 形态特征
草质缠绕藤本，长可达2m，有乳汁，全体具白色粉霜。根茎极短，根肥大、肉质，有分支，外皮淡黄色。叶通常对生，叶柄与叶片近等长;叶片卵状心形，长3~7cm，宽1.5~6cm，先端钝尖，基部心形，边缘有浅钝齿。花1~2朵腋生，萼管短，与子房贴生，5深裂，裂片三角状披针形，长1~1.5cm，花冠钟状，长2~3cm，下部与子房连生，5裂近中等，裂片卵状三角形，向外反卷，外面淡黄绿色，内面下部紫色;雄蕊5，线形，花丝窄线形，基部变宽;子房半下位，花柱无毛，柱头通常5裂。浆果近球形，熟时黑紫色，直径1~2cm。花期8~9月，果期9~10月，果期9~10月。

识别特征:草质缠绕藤本，具乳汁，具胡萝卜状根。茎无毛，多分枝。叶对生，极少互生的，具长柄，叶片心形或心状卵形，边缘有浅锯齿，极少全缘的，长3-11厘米，宽2-9厘米，无毛或有时背面疏生长毛。花单朵生叶腋，各部无毛，花萼与子房分离，5裂至近基部，裂片卵状披针形或披针形，长1-1厘米。

## 分布范围
分布在广东、广西、贵州、云南等省区。